# ふたりのクロノスタシス
「ふたりのクロノスタシス」は、遠藤ゆりかの楽曲。宮川弾が作詞、山口優が作曲を手掛けた。遠藤の2枚目のシングルとして2014年8月6日にポニーキャニオンから発売された。

## 音楽性
本曲は、テレビアニメ『まじもじるるも』のエンディングテーマに起用された。タイトルは秒針が止まってみえるクロノスタシスから付けられたもので、「今」の状況が持続することと同アニメの登場人物である柴木耕太が主人公であるるるもに分からないことを教える様子をイメージして歌ったという。
レコーディングでは女の子の頑張る気持ちを表現することを注文されたが、思うようにイメージが掴めず苦労したという。
PVは遠藤がバスに乗って、田舎に里帰りする内容になっており、踏切や坂道を経て海岸に辿り着き、後半で遠藤が浴衣姿を披露して幕を閉じている。

## シングルリリース
2014年8月6日にポニーキャニオンから発売された。遠藤のシングルとしては前作「モノクロームオーバードライブ」以来半年ぶりのリリースとなる。ジャケットには耕太が自転車を運転し、るるもが後部座席に座っている様子が描かれている。
販売形態は初回限定盤（PCCG-01414）と通常盤（PCCG-70218）の2種リリースで、初回限定盤には本曲のPVを収録したDVDが同梱されている。
本作の発売を記念し7月20日から8月3日まで5店舗で「FHK入部会イベント」が実施されたが、このイベントは入部届を参加者に配布した後、各イベント毎にスタンプを押してもらい、3つ集めたスタンプで遠藤のサイン入り部員証が貰える企画であるという。

## シングル収録内容
| #         | タイトル                                     | 作詞      | 作曲      | 編曲      | 時間  |
| --------- | -------------------------------------------- | --------- | --------- | --------- | ----- |
| 1.        | 「ふたりのクロノスタシス」                   | 宮川弾    | 山口優    | 宮川弾    | 4:07  |
| 2.        | 「パラレルスパイラルライン」                 | 藤本功一  | 藤本功一  | 藤本功一  | 3:38  |
| 3.        | 「ふたりのクロノスタシス（instrumental）」   |           |           |           | 4:06  |
| 4.        | 「パラレルスパイラルライン（instrumental）」 |           |           |           | 3:34  |
| 合計時間: | 合計時間:                                    | 合計時間: | 合計時間: | 合計時間: | 15:28 |

| #  | タイトル                                | 作詞 | 作曲・編曲 |
| -- | --------------------------------------- | ---- | ---------- |
| 1. | 「ふたりのクロノスタシス」(MUSIC VIDEO) |      |            |

## チャート
| チャート（2014年）                | 最高位 |
| --------------------------------- | ------ |
| オリコン                          | 55     |
| Billboard JAPAN Hot Singles Sales | 60     |